# 마들렌뮤직
마들렌뮤직(Madeleine Music)은 대한민국의 음반사이다.